# 源師時
源 師時（みなもと の もろとき）は、平安時代後期の公卿・歌人。村上源氏、左大臣・源俊房の次男。
白河上皇・鳥羽上皇に信任され、正三位・権中納言に至るが、父祖の官位に達することはなかった。日記『長秋記』は院政期初期の重要史料の一つとして重んじられている。

## 経歴
白河院政期初頭の寛治2年（1088年）従五位下に叙爵し、寛治7年（1093年）左兵衛佐に任ぜられる。承徳元年（1097年）右近衛少将兼五位蔵人と引き続き武官を務める一方で、嘉保元年（1094年）従五位上、永長元年（1096年）正五位下、康和元年（1099年）従四位下、康和4年（1102年）従四位上と昇進した。
のち、嘉承元年（1106年）右近衛中将、嘉承2年（1107年）正四位下と昇進し、同年皇后・令子内親王（鳥羽天皇の准母）の皇后宮権亮を兼ねる。
しかし、その後は永久元年（1113年）に発生した永久の変などにより昇進が遅滞し、保安2年（1121年）の父・俊房の薨去を経て、保安3年（1122年）正月に蔵人頭に任ぜられ、同年12月に参議としてようやく公卿に列した。
議政官として、引き続き中将を務める一方で皇后宮権大夫として令子内親王にも仕え続け、この間の天治3年（1126年）従三位に昇叙されている。この頃、序列が下の参議であった藤原為隆が中納言への昇任を望んだが、師時が愁訴してこれを阻止したとの逸話がある。
鳥羽院政期初頭の大治5年（1130年）権中納言に昇任し、保延1年（1135年）中納言の労により正三位に至る。
保延2年（1136年）4月6日出家し同日薨去。享年60。最終官位は正三位権中納言兼太皇太后宮権大夫。

## 人物
詩歌に優れ、和歌では『金葉和歌集』（5首）以下の勅撰和歌集に20首が入集、また兄師頼と共に『堀河百首』の詠み手の一人である。漢詩においても、師頼ほどではなかったが、師である大江匡房から「この君は、詩の心得て、よく作り給ふ」と賞賛されている。父俊房を継いで有職故実に通じ、源有仁等にも教導した。
また、作庭をよくし、鳥羽殿の庭園の造営を手がけたという。日記『長秋記』があり、当時これほど多く書きためた者はいないとまで言われた。現在にも長治2年（1105年）から保延2年（1136年）までの期間の部分が伝わっている。

## 逸話
妻を6-7人持ち、毎晩のようにそれぞれの妻の所へ一晩中渡り歩き、正午頃まで朝寝をしていた。また妻同士も仲が良く、言葉を交わして交際していたという（『今鏡』）。

## 官歴
『公卿補任』による。
- 寛治2年（1088年） 11月17日：従五位下（朔旦、天暦御後）
- 寛治7年（1093年） 3月16日：左兵衛佐
- 嘉保元年（1094年） 正月7日：従五位上（臨時）
- 永長元年（1096年） 正月11日：正五位下（左兵衛佐、行幸院賞、大殿御給）
- 承徳元年（1097年） 正月：五位蔵人（左兵衛佐）。正月29日：右近衛少将（蔵人）
- 承徳2年（1098年） 正月27日：兼周防権介
- 康和元年（1099年） 正月6日：従四位下（府労）
- 康和4年（1102年） 3月20日：従四位上（法皇御賀日、中宮職事賞）
- 康和5年（1103年） 2月30日：兼備中権介
- 嘉承元年（1106年） 3月11日：右近衛中将
- 嘉承2年（1107年） 正月26日：播磨権介。3月8日：正四位下（行幸鳥羽臨時賞）。12月5日：兼皇后宮権亮（皇后・令子内親王）
- 天永元年（1110年） 正月26日：兼備後権介
- 永久元年（1113年） 正月19日：兼周防介
- 保安2年（1121年） 11月13日：服解（父）
- 保安3年（1122年） 正月23日：蔵人頭。12月17日：参議、中将如元。12月21日：皇后宮権大夫（皇后・令子内親王）
- 保安4年（1123年） 正月22日：兼備中権守
- 天治3年（1126年） 12月22日：従三位（去保安4年主基大嘗会国司賞）
- 大治5年（1130年） 10月5日：権中納言
- 長承3年（1134年） 3月19日：兼改太皇太后宮権大夫（太皇太后・令子内親王）
- 長承4年（1135年） 正月28日：正三位（中納言労）
- 保延2年（1136年） 4月6日：出家、薨去

## 系譜
- 父：源俊房
- 母：源基平の娘
- 妻：源師忠の娘
  - 男子：源師仲（1116-1172）
- 妻：官女某（中宮女房）
  - 男子：源師清
- 妻：家女房
  - 男子：源師行（?-1172）
- 妻：中務丞頼清の娘（または頼俊の娘[4]。姓不明）
  - 男子：源師任
- 生母不明の子女
  - 男子：源師基
  - 男子：源師親